# Museum der Westlausitz Kamenz

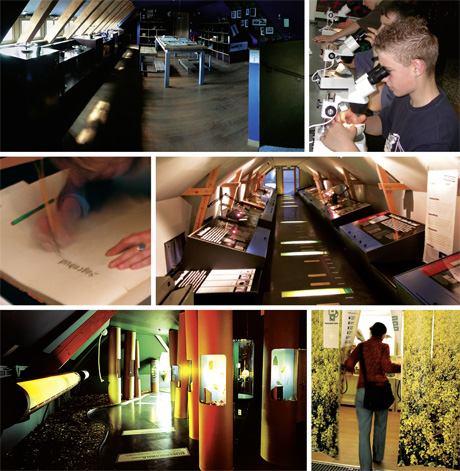
Die Dauerausstellung des Museums besteht aus verschiedenen Themenwelten

Das Museum der Westlausitz Kamenz beschäftigt sich mit Landschaft, Natur, Geschichte und Kultur der westlichen Oberlausitz (Westlausitz). Das in Kamenz befindliche regionale Landschaftsmuseum besitzt Sammlungen zu Kulturgeschichte, Archäologie, Geologie, Zoologie und Botanik der Region.
Museumsleiterin ist Friederike Koch-Heinrichs, die stellvertretende Leitung hat Olaf Zinke inne.

## Geschichte

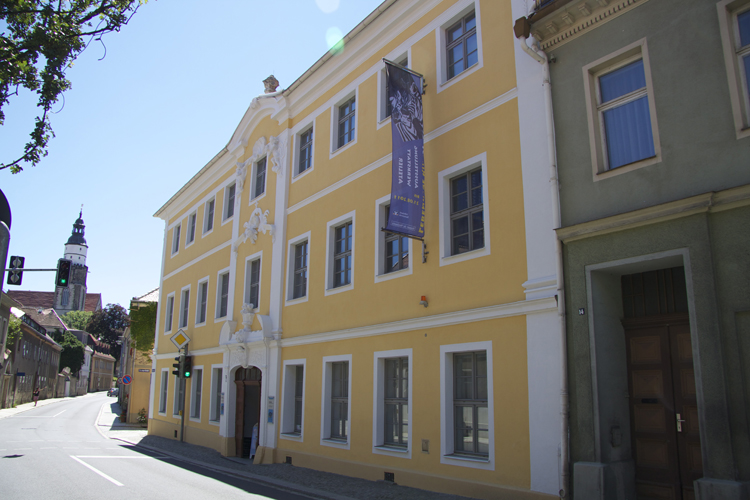
Das Elementarium des Museums im historischen Ponickauhaus, Pulsnitzer Straße 16

Der Grundstein der naturkundlichen Sammlung wurde am 1. Oktober 1887 mit der Gründung des Gebirgsvereins zu Kamenz gelegt. Dieser setzte sich die Verbreitung der heimatlichen Kenntnisse sowie den Erhalt von Naturdenkmälern zum Ziel. Mit der Eröffnung des Hutberghotels 1895 wurden sämtliche Sammlungen des Vereins im Gebirgsvereinszimmer untergebracht, wo sie der Öffentlichkeit zugänglich gemacht werden konnten.
Eine aufkommende Forderung nach einem Heimatkundemuseum fand in den 1920er Jahren Unterstützung durch den Stadtarchivar Gerhard Stephan, der 1931 das stadtgeschichtliche Museum eröffnete. 1943 erfolgte bedingt durch den Zweiten Weltkrieg die Schließung des stadtgeschichtlichen Museums, was eine mehrfache Umlagerung der Sammlungen zur Folge hatte. Nach Kriegsende wurden diese ab 1954 zeitweise im Rathaus untergebracht, ein Teil der Sammlungen musste dabei im Lessing-Museum verbleiben. Daher stellte die Stadt Kamenz per Stadtratsbeschluss 1957 das Ponickauhaus zur Verfügung.
1961 eröffnete die erste Dauerausstellung und die heutigen Fachbereiche des Museums entstanden. 1968 erfolgte schließlich unter Heinz Kubasch die Umbenennung zum Museum der Westlausitz Kamenz. 1977 erschien das erste Heft der Schriftenreihe Veröffentlichungen des Museums der Westlausitz Kamenz und das Gebäude stand dem Museum nun vollständig zur Verfügung.
Von 1977 bis 1979 wurde das Museum weiter vergrößert und ausgebaut, auch eine enge Zusammenarbeit mit ehrenamtlichen Naturschützern und Denkmalpflegern trug zum Wachsen der Sammlungen bei. 1991 fand ein Trägerwechsel von der Stadt Kamenz zum Landkreis Kamenz statt.
Im Sommer 2000 fanden die Sammlungen des Museums im Sammelsurium (Macherstraße 140) Platz, da sie dort unter modernsten Bedingungen aufbewahrt werden konnten, die das Ponickauhaus (Pulsnitzer Straße 16, Ecke Zwingerstraße) nicht länger ermöglichte. Während der nächsten zwei Jahre erfolgte eine Sanierung des Gebäudes. Gleichzeitig entstanden die neuen Dauerausstellungen, die im Mai 2002 unter dem Namen Elementarium eröffnet wurden. Parallel dazu erfolgte die Sanierung des Malzhauses auf der gegenüberliegenden Seite der Zwingerstraße. Die beiden Gebäude sind heute über eine gläserne Brücke miteinander verbunden.
2007 erhielt das Museum den ersten Sächsischen Museumspreis.

## Gebäude

### Ponickauhaus

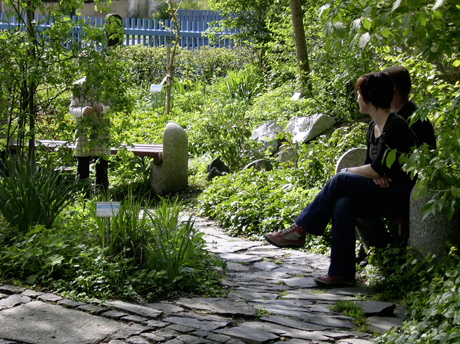
Botanischer Garten des Museums

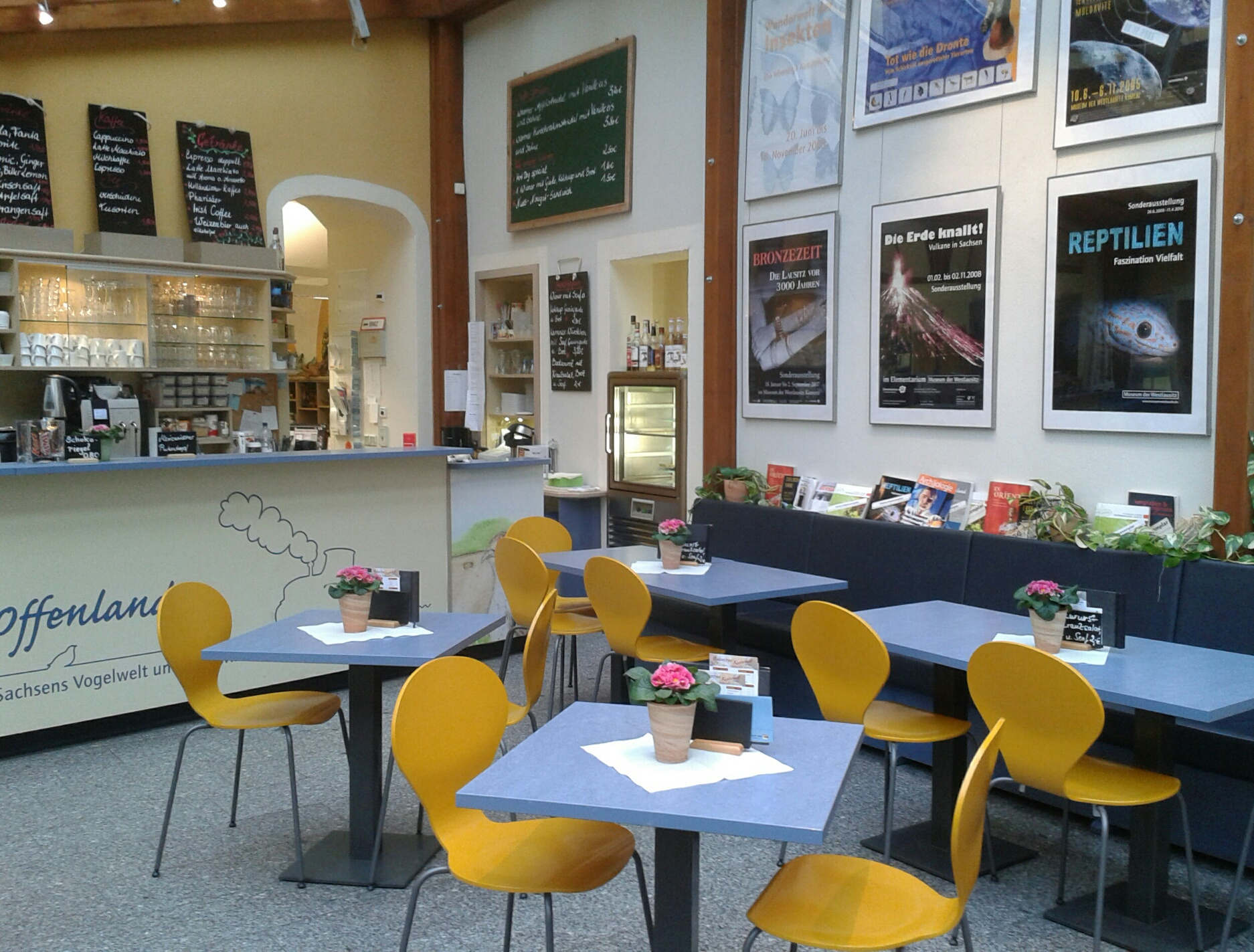
Café im Elementarium

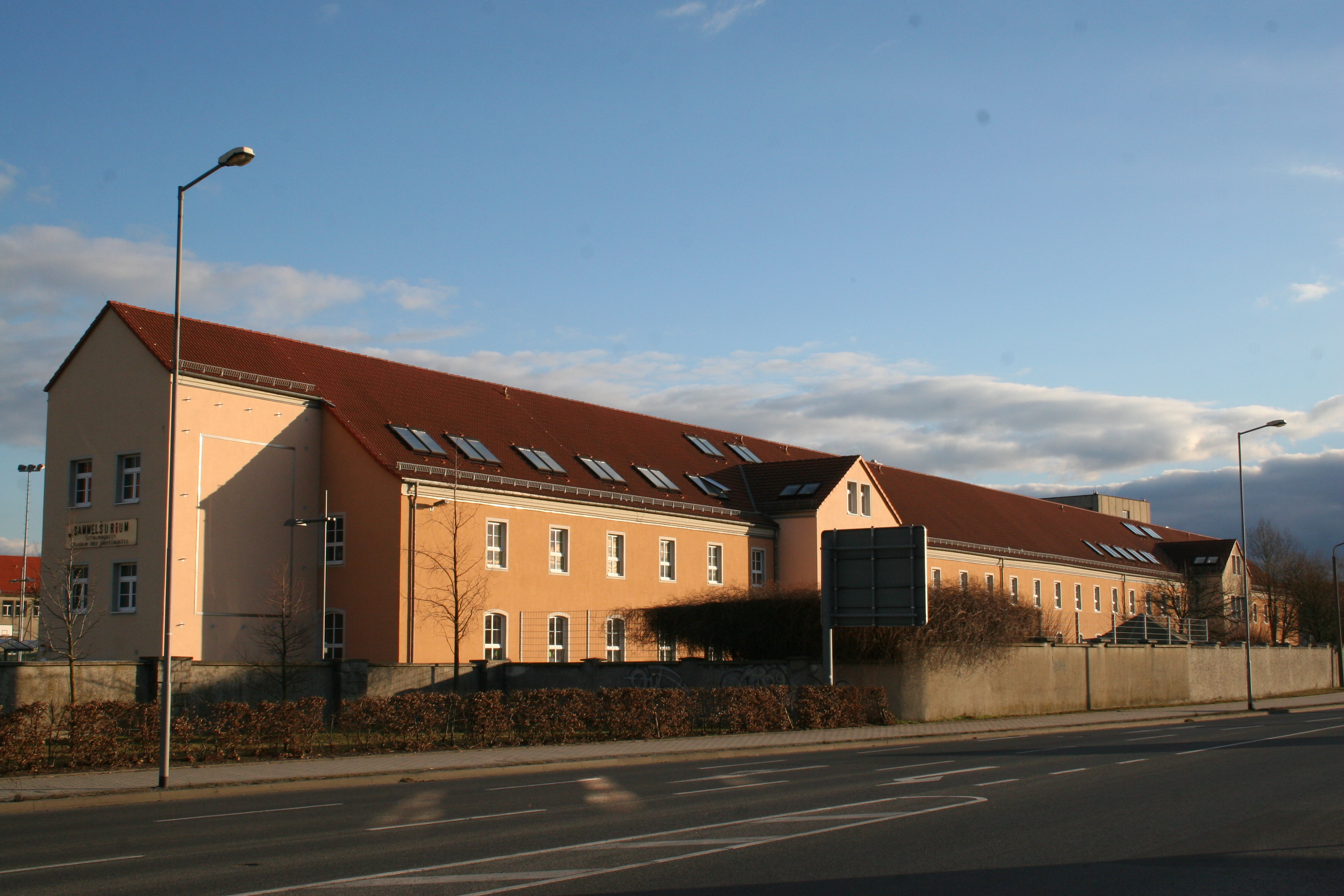
Das Sammelsurium des Museums der Westlausitz befindet sich im Dachgeschoss, Macherstraße 140

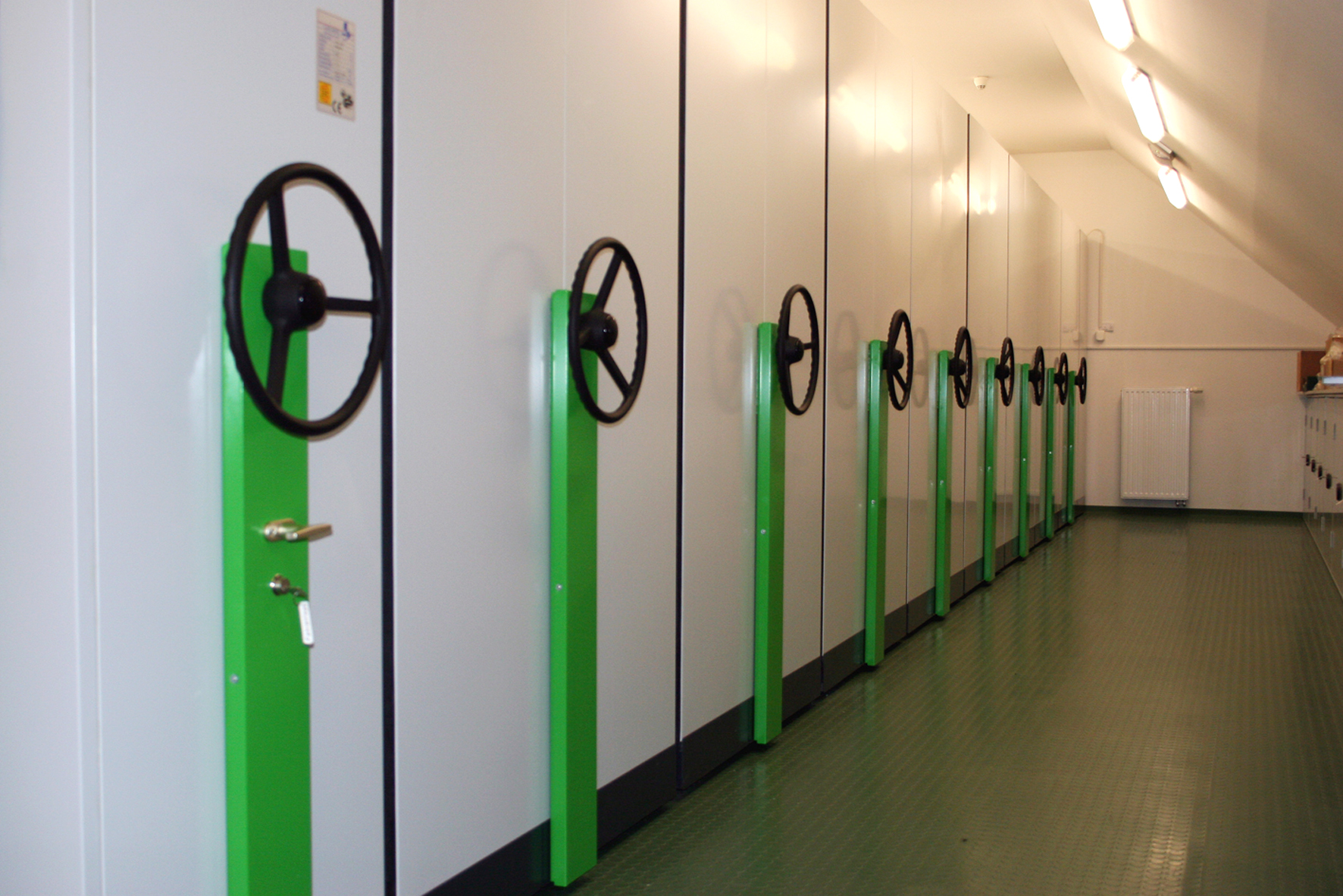
Zoologisches Magazin im Sammelsurium

Das im historischen Ponickauhaus untergebrachte Elementarium beherbergt die Dauerausstellung des Museums zu Themen rund um Natur und Kultur der Westlausitz sowie wechselnde Sonderausstellungen. Zudem ist es mit dem stadtgeschichtlichen Museum im Malzhaus über eine gläserne Brücke verbunden.
Das Ponickauhaus ist eines der ältesten Bürgerhäuser in Kamenz, dessen Geschichte bis ins Mittelalter zurückreicht. Der älteste Teil des Hauses ist das aus dem Jahr 1225 stammende Kellergewölbe, das ursprünglich drei unterkellerte Bürgerhäuser miteinander verband. Diese wurden bei einem Stadtbrand im 15. Jahrhundert zerstört, sodass auf deren Grundriss das Ponickauhaus erbaut wurde.
Die erste urkundliche Erwähnung wurde 1567 verzeichnet, als Hans von Ponickau das Haus als Leibgedinge für seine Frau Barbara von Gablenz kaufte. Das Haus befand sich 100 Jahre lang im Besitz des Westlausitzer Adelsgeschlechtes, dem es seinen heutigen Namen verdankt. 1667 gelangte es schließlich in den Besitz der Familie Schönberg.
Die heutige spätbarocke Fassade entstand in der Zeit zwischen 1745 und 1748, als das Haus sich im Besitz des Reichsgrafen Johann Casimir von Dallwitz befand. Auf der Mittelachse, die erste Rokokoelemente zeigte, befindet sich das Wappen des Grafen, das seine Initialen auf einem Spiegelmonogramm enthält.
Zu den späteren Besitzern des Ponickauhauses zählen Graf Johann Heinrich von Geyersberg und Ernst Gottlieb von Jeschky, bis es am Anfang des 19. Jahrhunderts in bürgerlichen Besitz überging. Nach dem Stadtbrand von 1842, den das Ponickauhaus überstand, befand es sich im Besitz verschiedener Tuchmacher. 1919 kauften es die Gebrüder Linke. Als diese 1933 Konkurs anmeldeten, gelangte es in den Besitz der Dresdner Bank und wurde als Wohnhaus genutzt, bis 1977 die letzte Familie aus dem Haus auszog.
Das heute im Ponickauhaus befindliche Elementarium verfügt neben den Ausstellungen über eine Bibliothek, einen botanischen Garten, ein Café sowie einen Museumsshop.

### Malzhaus
Das mit dem Ponickauhaus verbundene Malzhaus (Lage) und der angeschlossene Pichschuppen, ein alter Wehrturm der Stadtmauer, sind zwei weitere der wenigen Gebäude der Stadt, die den Brand von 1842 überstanden haben.
Erbaut wurde es im 17. Jahrhundert auf der Grundfläche zweier Gebäude und diente ursprünglich der Malzherstellung. Seit dem Mittelalter besaßen beinahe alle Kamenzer Haushalte die Braugerechtigkeit, was zu hohen Nachfragen nach Malz führte. Es gab ursprünglich sieben Malzhäuser in Kamenz, von denen heute jedoch nur dieses eine steht. Das Malzhaus war noch bis in die 1930er Jahre in Betrieb.
Nachdem die Produktion eingestellt worden war, wurde das Malzhaus als Lager der Einkaufsgenossenschaft des Bäckerhandwerks genutzt. Ab 1991 stand es wieder leer, bis am 20. März 2004 nach der Sanierung die „Stadtgeschichte im Malzhaus“ einzog. Heute ist es Eigentum der Stadt, mit dem Elementarium des Museum der Westlausitz verbunden und im Eintrittspreis mitinbegriffen.

### Sammlung
Seit dem Jahr 2000 fanden die Objekte und Arbeitsbereiche des Museums im Sammelsurium (Lage) eine neue Heimat, da im Ponickauhaus nicht länger genügend Platz zur Verfügung stand. Das Sammelsurium ist gleichzeitig ein Schaumagazin für die Öffentlichkeit, um Museumsarbeit für die Besucher transparent zu machen. In den Magazinen des Sammelsuriums werden etwa 30.000 Objekte von regionaler und überregionaler Bedeutung bewahrt.
Außerdem haben hier Archäologie, Pädagogik, Geologie und Zoologie ihre Arbeitsbereiche mit Zeichenraum, Laboren und Präparationswerkstatt. Es werden Ausstellungen und Projekte geplant sowie die Datenbanken gepflegt und erweitert. Die Ergebnisse der wissenschaftlichen Forschungsarbeiten werden unter anderem auch in den hauseigenen Zeitschriften und Begleitkatalogen zu unterschiedlichen Sonderausstellungen publiziert.

## Ausstellungen
Im Elementarium des Museum der Westlausitz befindet sich eine Dauerausstellung, die sich in sechs Themenwelten gliedert.
Steine und Formen bieten Gelegenheit, die Entstehung der Erde und ihr heutiges Aussehen nachvollziehen und verstehen zu können. Auch geben diese Themenwelten Einblick in die Arbeit eines Geologen.
Menschen und Nutzen thematisieren die historische Entwicklung von Mensch und Westlausitz sowie die Auswirkungen menschlicher Nutzung auf das Landschaftsbild mit seiner Flora und Fauna. Passend dazu vermittelt die Themenwelt Wald einen Eindruck von der Entwicklung des Waldes und den Unterschied zu von Menschen angelegten Forsten.
Hinter der Ausstellungswelt Idee verbirgt sich eine „Stöberkammer des Wissens“. Die Besucher werden dazu eingeladen, die Fundstücke, Kunstwerke und Forschungsarbeiten in die Hand zu nehmen und aus nächster Nähe zu betrachten.
In den jährlich wechselnden Sonderausstellungen werden wissenschaftlich fundierte Forschungsergebnisse lebendig und verständlich präsentiert. Seit dem 23. März 2024 ist die zoologische Ausstellung Deutschlands wilde Greife im Elementarium zu sehen.